# بحر العلوم
بحر العلوم أو تفسير السمرقندي أحد كتب تفسير القران الكريم، ألفه أبو الليث السمرقندي. وقد اختلف في تسمية الكتاب ببحر العلوم، حيث لم يذكر من ترجم لأبي الليث اسم بحر العلوم ضمن كتبه، وإنما يقولون له تفسير القرآن.

## أسلوب التفسير
يعد الكتاب من أوائل كتب التفسير بالمأثور، جمع فيه مصنفه بين التفسير بالرواية والتفسير بالدراية، إلا أنه غلب الجانب النقلي على الجانب العقلي، ومن ثم عُد ضمن كتب التفسير بالمأثور، ويتخلص منهج المصنف فيه في أنه يسوق الروايات عن الصحابة والتابعين ومن بعدهم، ولا يعقب ذلك بالكلام على الأسانيد، ويروي أحيانا عن الضعفاء كالكلبي والسدي وغيرهما، ويتعرض للقراءات على قلة، ويحتكم في ذلك للغة أحيانا، ويقوم بشرح القرآن بالقرآن إن وجد من الآيات القرآنية ما يوضح معنى آية، وقد أورد في تفسيره بعض القصص الإسرائيلية.

## طريقة التفسير
قال صاحب كشف الظنون: «تفسير أبى الليث، نصر بن محمد الفقيه السمرقندى الحنفى، المتوفى سنة 375 هـ وهو كتاب مشهور لطيف مفيد، خرج أحاديثه الشيخ زين الدين قاسم ابن قطلوبغا الحنفى سنة 854 هـ»، وهذا التفسير مطبوع بدار الفكر في ثلاث مجلدات، وحققه الدكتور محمود مطرجي. يقول محمد حسين الذهبي:«قد رجعت إلى هذا التفسير وقرأت فيه كثيرا، فوجدت مؤلفه قد قدم له بباب في الحث على طلب التفسير وبيان فضله، واستشهد على ذلك بروايات عن السلف، رواها بإسناد إليهم، ثم بين أنه لا يجوز لأحد أن يفسر القرآن برأيه من ذات نفسه ما لم يتعلم أو يعرف وجوه اللغة وأحوال التنزيل، واستدل على حرمة التفسير بمجرد الرأى بأقوال رواها عن السلف بإسناده إليهم أيضًا، ثم بين أن الرجل إذا لم يعلم وجوه اللغة وأحوال التنزيل، فليتعلم التفسير ويتكلف حفظه، ولا بأس بذلك على سبيل الحكاية، وبعد أن فرغ من المقدمة شرع في التفسير».
يقول أيضًا: «تتبعت هذا التفسير فوجدت صاحبه يفسر القرآن بالمأثور عن السلف، فيسوق الروايات عن الصحابة والتابعين ومن بعدهم في التفسير، ولكنه لا يذكر إسناده إلى من يروى عنه، ويندر سياقه للإسناد في بعض الروايات، وقد لاحظت عليه أنه إذا ذكر الأقوال والروايات المختلفة لا يعقب عليها ولا يرجح كما يفعل ابن جرير الطبرى مثلاً، اللهم إلا في حالات نادرة أيضًا، وهو يعرض للقراءات ولكن بقدر، كما أنه يحتكم إلى اللغة أحيانًا، ويشرح القرآن بالقرآن إن وجد من الآيات القرآنية ما يوضح معنى آية أخرى، كما أنه يروى من القصص الإسرائيلى، ولكن على قلّة وبدون تعقيب منه على ما يرويه، وكثيرًا ما يقول: قال بعضهم كذا، وقال بعضهم كذا، ولا يعين هذا البعض. وهو يروى أحيانًا عن الضعفاء، فيخرج من رواية الكلبى ومن رواية أسباط عن السدى، ومن رواية غيرهما ممن تكلّم فيه، ووجدته يوجه بعض إشكالات ترد على ظاهر النظم ثم يجيب عنها، كما يعرض لموهم الاختلاف والتناقض في القرآن ويزل هذا الإيهام. وبالجملة فالكتاب قيم في ذاته، جمع فيه صاحبه بين التفسير بالرواية والتفسير بالدراية إلا أنه غلب الجانب النقلى فيه على الجانب العقلى، ولهذا عددناه ضمن كتب التفسير المأثور».

## وصلات خارجية
- تحميل تفسير السمرقندي من المكتبة الشاملة
- تحميل تفسير السمرقندي من المكتبة الوقفية